# 李庆斌
李庆斌 (1964年—)，清华大学土木水利学院教授，主要从事高混凝土坝结构、大体积混凝土材料断裂等方面的研究工作。入选中华人民共和国教育部2009年度"长江学者"特聘教授，曾获得中国教育部自然科学二等奖等奖项。